# جيمس فلانغن
جيمس فلانغن (بالإنجليزية: James Flanagan)‏ هو مجدف أمريكي، ولد في 3 أغسطس 1884 في فيلادلفيا في الولايات المتحدة، وتوفي بنفس المكان في 28 مارس 1937.

## وصلات خارجية
- جيمس فلانغن على موقع الاتحاد الدولي للتجديف (الإنجليزية)
- جيمس فلانغن على موقع اللجنة الأولمبية الدولية (الإنجليزية)
- جيمس فلانغن على موقع أوليمبيديا (الإنجليزية)